# 향로 봉사자

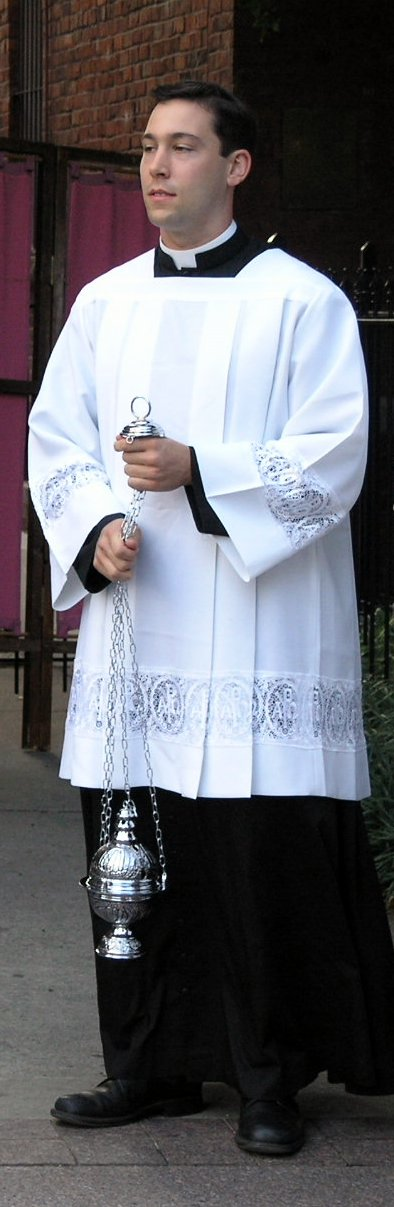
향로 봉사자가 손에 향로를 들고 있다.

향로 봉사자(香爐 奉仕者, 라틴어: thuriferarius)는 기독교의 전례에서 향로를 담당하는 봉사자를 말한다.
로마 가톨릭교회의 전례에서, 향로 봉사자와 향 그릇 봉사자가 따로 있으면 각기 향로와 향 그릇을 들고 주교나 사제에게 다가간다.
만약 향 그릇 봉사자가 따로 있지 않으면 향로 봉사자가 향로와 향 그릇을 둘 다 운반하면서 왼손에는 불붙은 숯을 넣은 향로를 들고 오른손에는 향과 수저가 든 향 그릇을 들고 다가갈 수 있다. 이때 주례 주교나 사제가 쉽게 향 그릇에서 향을 수저로 떠서 향로에 넣을 수 있도록 향로의 위쪽 부분을 조금 열고 향로의 고리 부분을 왼손에 잡고 오른손에 향 그릇을 든다.
가톨릭 예식의 미사에서 향로 봉사자는 1) 입당 행렬 때 사제가 향을 넣도록 향로를 준비하여 행렬에서 들고 오며, 2) 미사 시작 때 십자가와 제대에 사제가 분향하도록 향로를 넘겨주고, 3) 복음 행렬과 선포 때 향을 넣도록 준비하고 행렬에서 들고 가 부제가 분향하도록 향로를 넘겨주고, 4) 예물 준비 때 향로를 준비하여 사제가 예물, 제대, 십자가에 분향하게 넘기고, 이어서 부제가 주교, 공동 집전자들과 백성에게 분향하게 하며, 4) 성체 축성 다음 성체와 성작을 받들어 보일 때에는 향로 봉사자가 성체와 성작을 향하여 분향한다.

## 같이 보기
- 향로
- 향
- 향 그릇
- 향 그릇 봉사자
- 분향